# Arnold Rüütel
Arnold Rüütel (Pahavalla (eiland Saaremaa), 10 mei 1928 – Tallinn, 31 december 2024) was een Estisch politicus. Tussen 2001 en 2006 was hij de president van Estland. Hij was van oorsprong landbouwspecialist en hield zich tot zijn dood actief bezig met agrarische vraagstukken. 

## Politieke carrière
Op 21 september 2001 werd Rüütel gekozen tot president van de Republiek Estland voor een periode van vijf jaar. Hij kreeg 188 van de 367 stemmen van de speciale stemcommissie die werd gevormd na het mislukken van de eerste stemronde door het parlement (Riigikogu). Zijn tegenstander, Toomas Savi, kreeg 155 stemmen. Rüütels voorganger was Lennart Meri. 
Rüütels verkiezing was verrassend vanwege zijn verleden als communistisch leider tijdens de Sovjetbezetting. Tegenstanders van zijn verkiezing achtten het onverstandig om een oud-communist als president van het land te kiezen. Dit zou het internationale imago van het snel veranderende en moderne land schaden. Aan de andere kant is het imago van Rüütel in Estland zelf brandschoon. Het was juist hij die tijdens de nadagen van de Sovjetbezetting pleitte voor zelfstandigheid van Estland en die een belangrijke rol speelde in de transitieperiode, die zonder bloedvergieten is verlopen. 
Rüütel en zijn Litouwse ambtgenoot Valdas Adamkus schreven geschiedenis toen zij weigerden om op 9 mei 2005 in Moskou de feestelijke herdenking van het einde van de Tweede Wereldoorlog bij te wonen. Beide presidenten legden er de nadruk op dat de Duitse bezetting in hun landen was gevolgd door een Sovjet-Russische bezetting van 46 jaar.
Het imago van de presidentiële familie liep in januari 2006 een forse deuk op toen het tv-programma Pealtnägija (Ooggetuige) naar buiten kwam met de onthulling dat de kleinkinderen van de Rüütels in het presidentiële paleis feesten organiseerden voor hun vrienden. Naast alcohol zouden ook softdrugs zijn gebruikt. De sauna werd gebruikt en er zouden personen op het dak hebben gezeten, naast de Estse vlag. De minderjarige kleinkinderen Maria en Helena woonden niet bij hun ouders, maar bij hun grootouders in het presidentiële paleis. 
Bij de presidentsverkiezingen van september 2006 stelde Rüütel zich herkiesbaar voor een tweede ambtstermijn. Hij werd echter verslagen door de voormalige Estse minister van Buitenlandse Zaken Toomas Hendrik Ilves.
Rüütel was sinds 1959 getrouwd met de folkloriste Ingrid Rüütel. Ze hadden samen twee dochters.
Rüütel overleed op 31 december 2024 op 96-jarige leeftijd.
- CiNii: DA15437239
- Gemeinsame Normdatei: 128889187
- International Standard Name Identifier: 0000 0000 7871 8590
- Library of Congress Control Number: n83222507
- Nationale Bibliotheek van Letland: 000043500
- Nationale Bibliotheek van Israël: 987012882168305171
- Nationale Bibliotheek van Polen: a0000003607000
- Nationale en Universitaire bibliotheek Zagreb: 000585350
- Nederlandse Thesaurus van Auteursnamen: 383794714
- Virtual International Authority File: 79534520
- WorldCat: E39PBJk4ybYcYPV3rHdFXvkRrq